# 沙漠海狸天文台
沙漠海狸天文台（英語：Desert Beaver Observatory） 是亞利桑那州埃洛伊附近的私人天文台，IAU代碼為919。加拿大的業餘天文學家楊光宇於2000年10月2日在這個天文台發現小行星25893。